# Ghindești, Florești
Ghindești este satul de reședință al comunei cu același nume din raionul Florești, Republica Moldova.

## Demografie

### Structura etnică
Structura etnică a satului conform recensământului populației din 2004:
| Grup etnic         | Populație | % Procentaj |
| ------------------ | --------- | ----------- |
| Moldoveni / Români | 1.456     | 95,29%      |
| Ucraineni          | 38        | 2,49%       |
| Ruși               | 29        | 1,9%        |
| Țigani             | 3         | 0,2%        |
| Polonezi           | 1         | 0,07%       |
| Bulgari            | 1         | 0,07%       |
| Total              | 1.528     | 100%        |

## Galerie de imagini

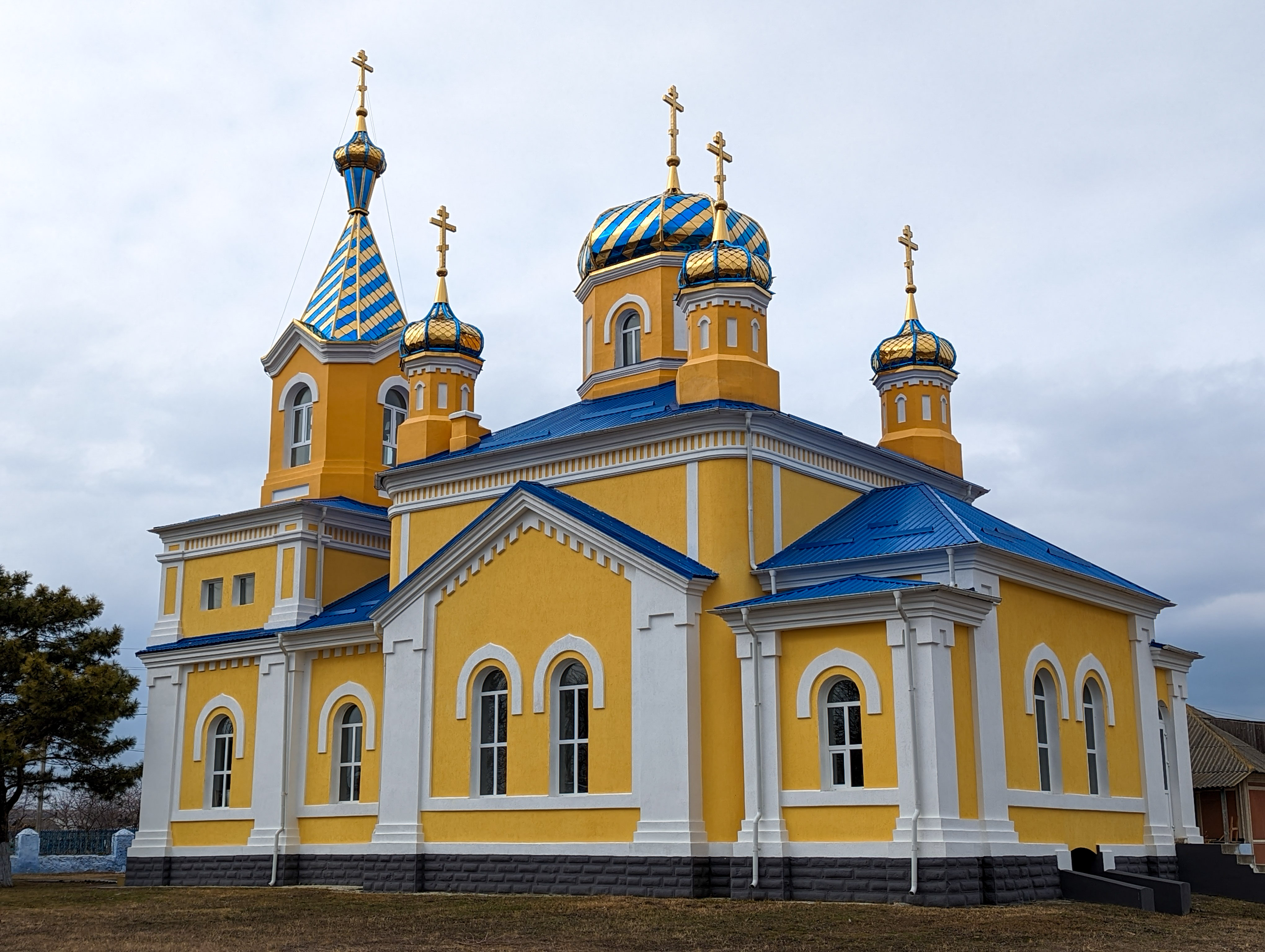
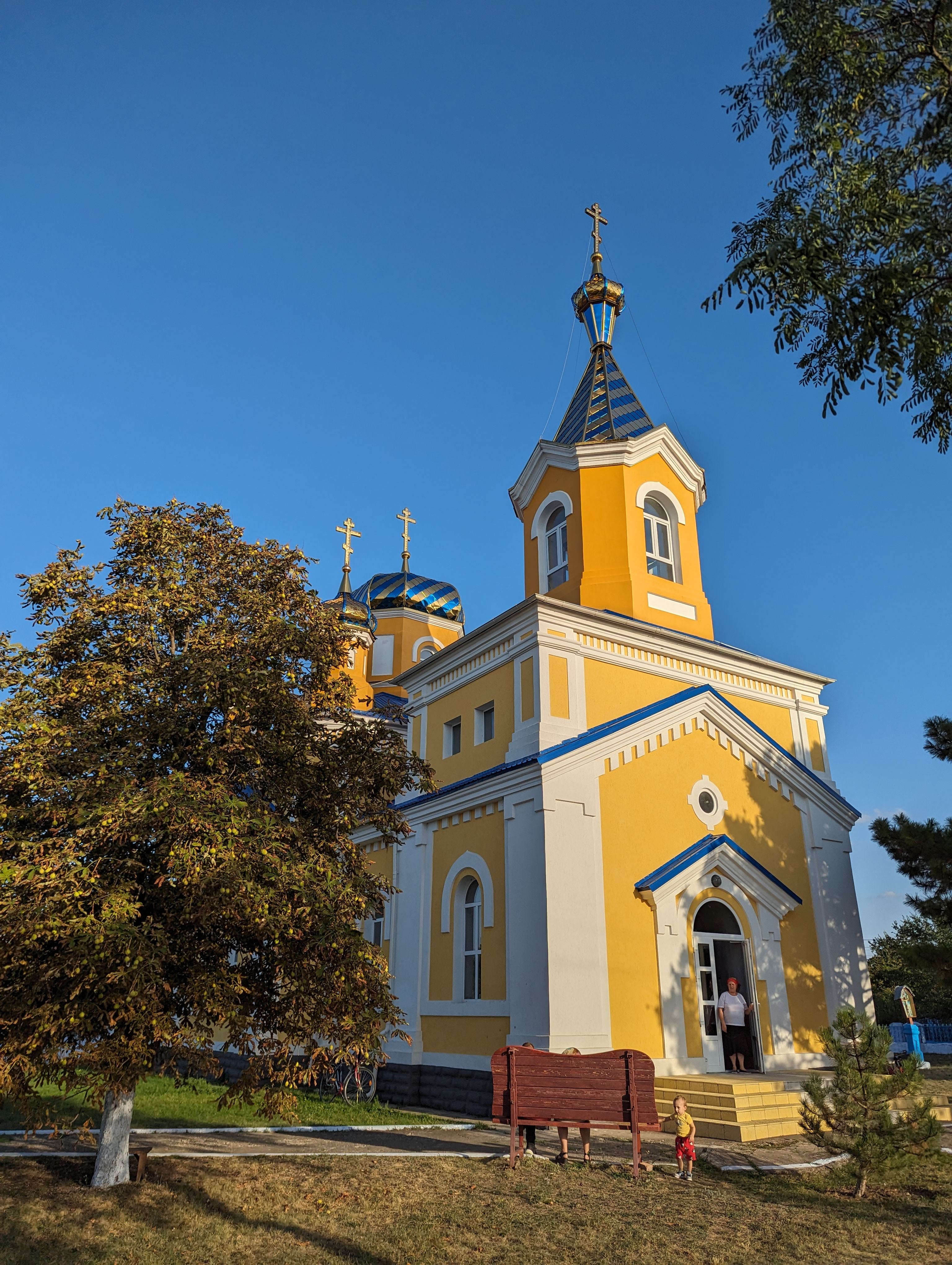
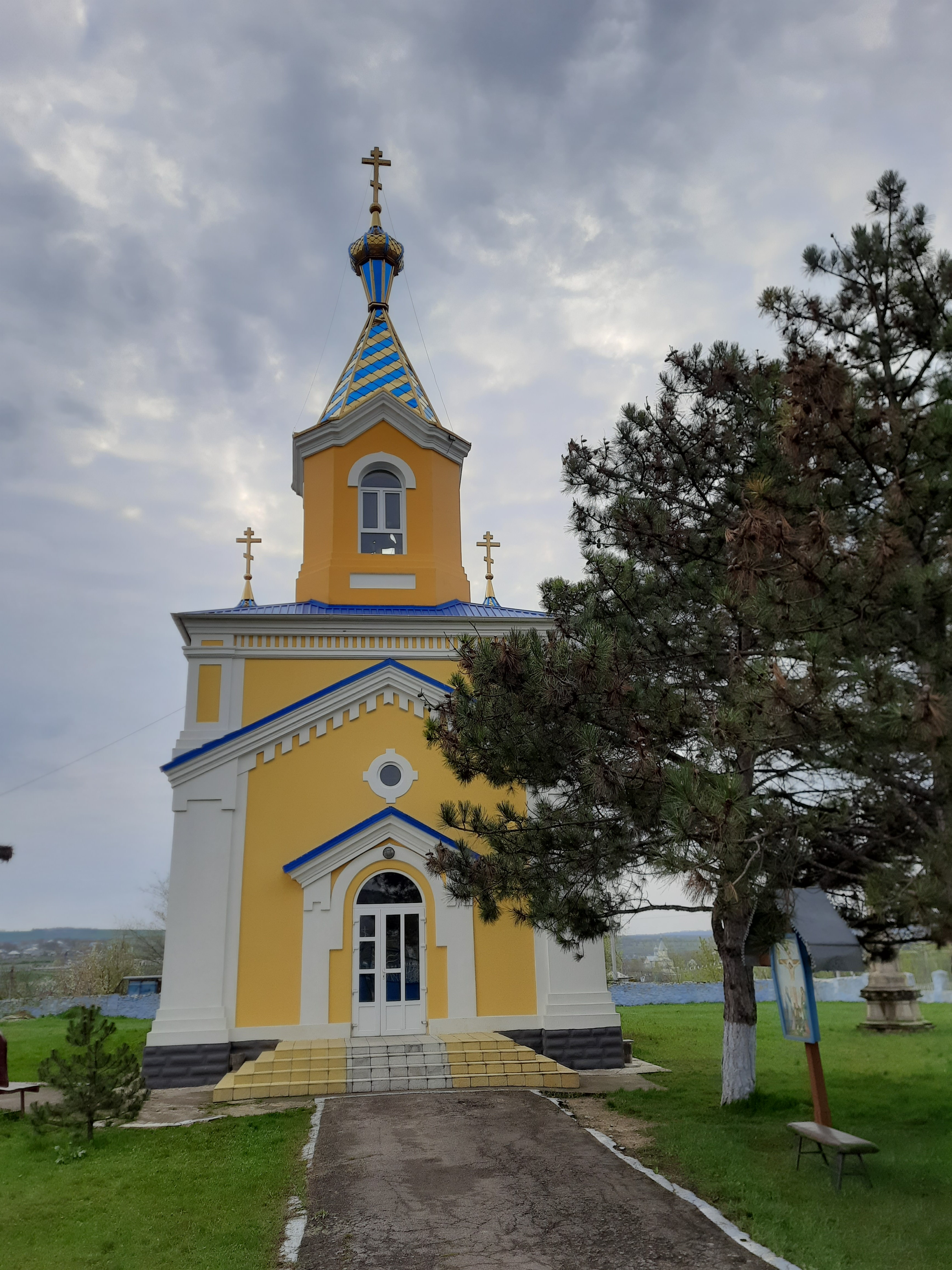
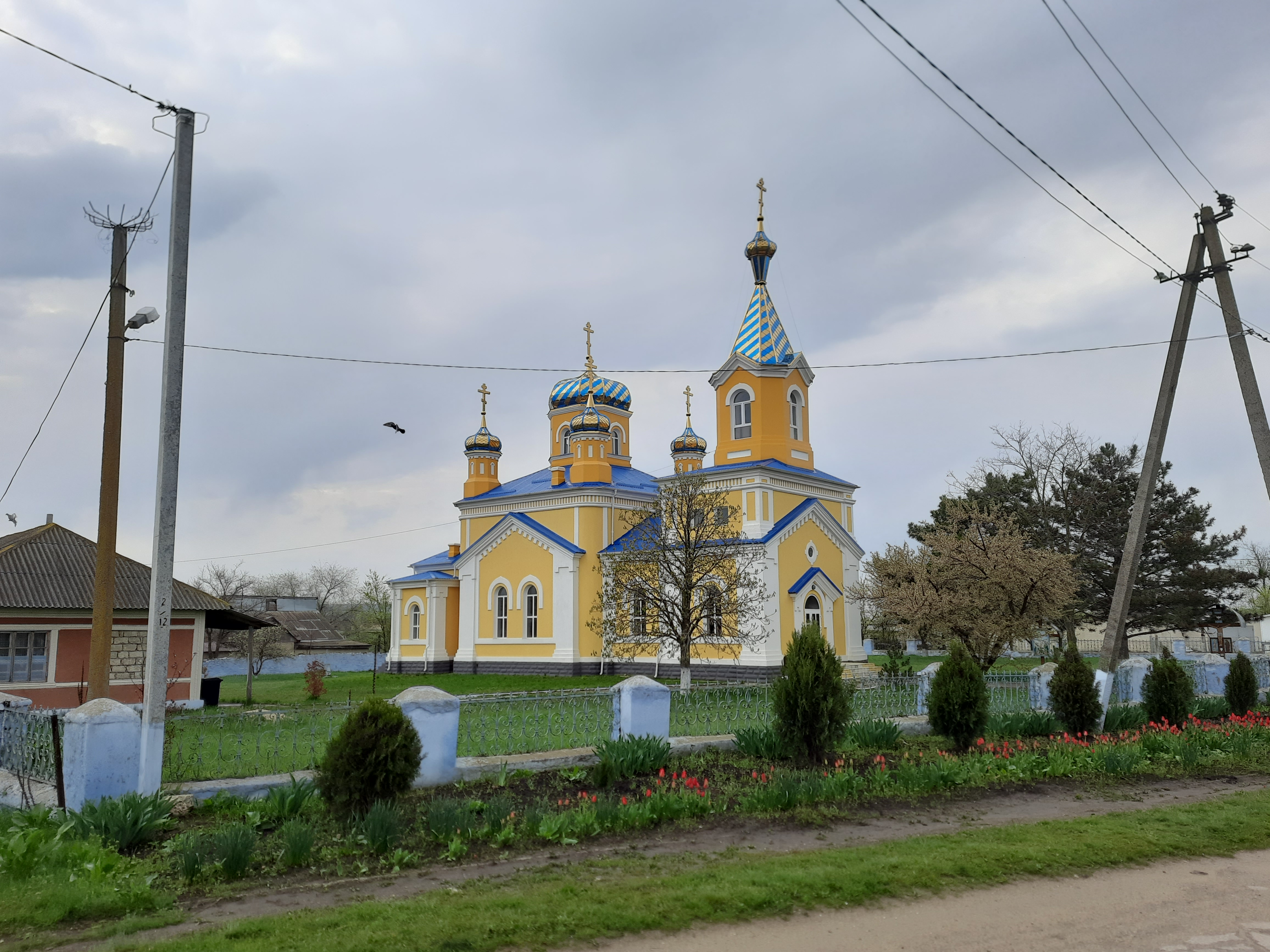
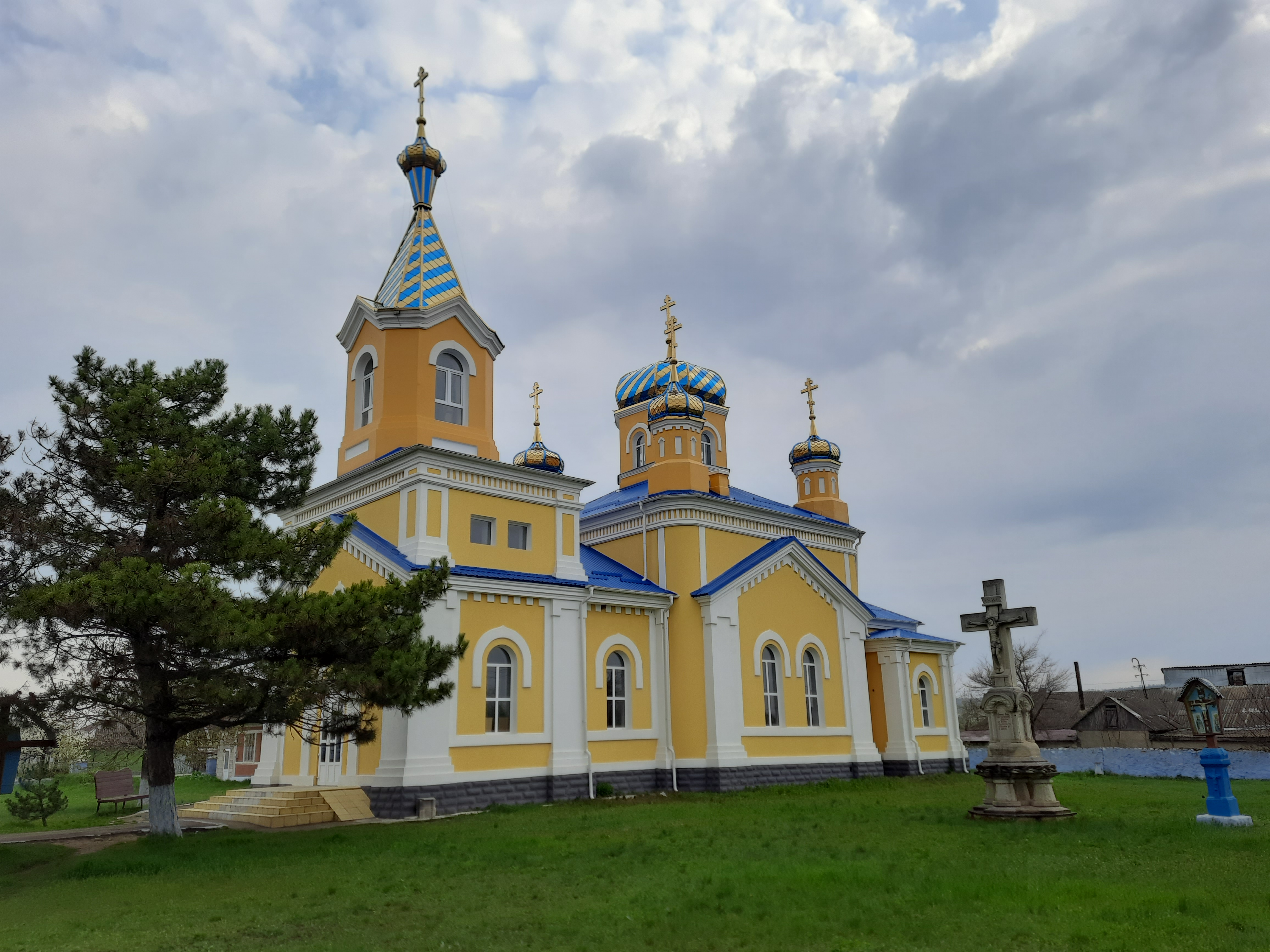
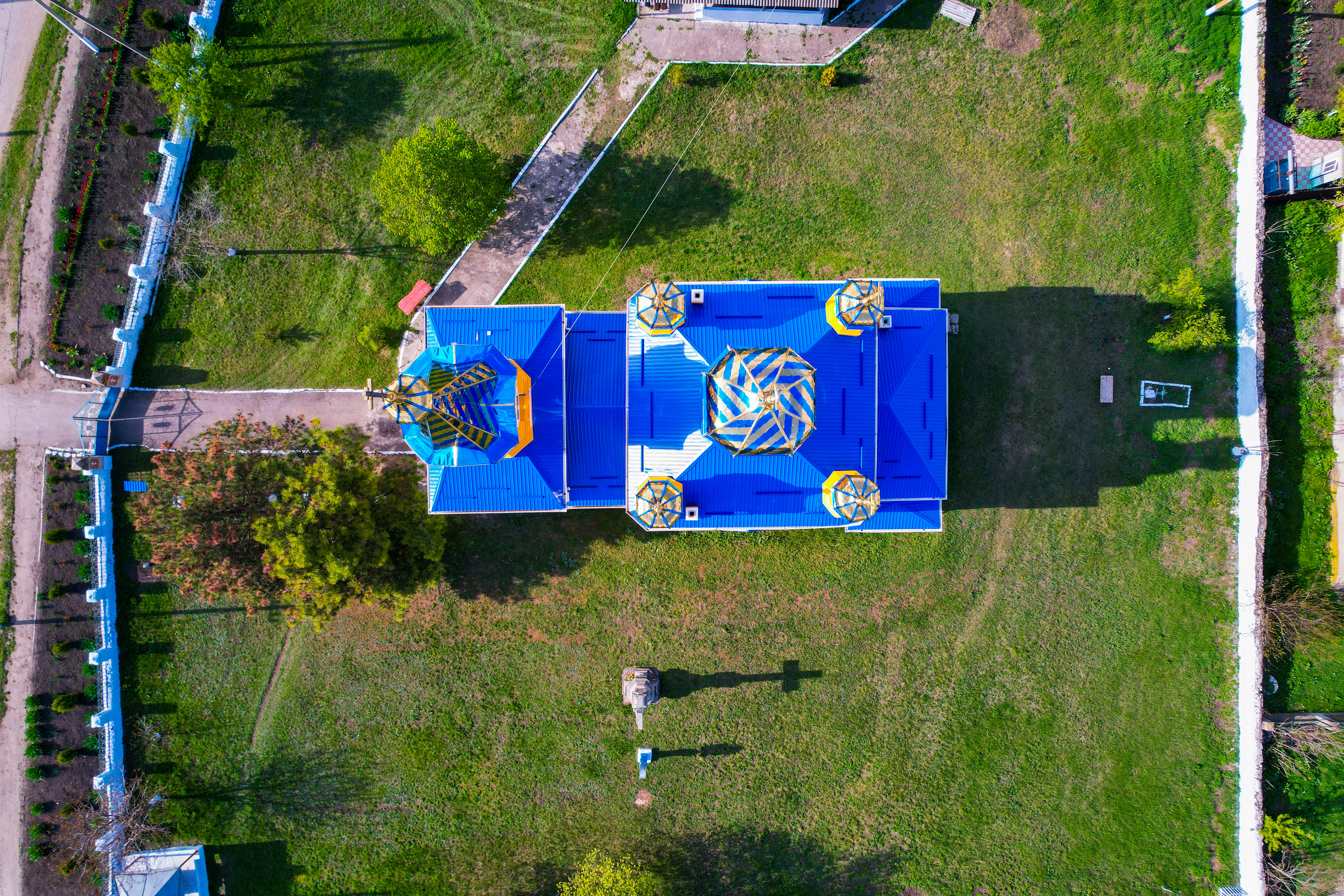

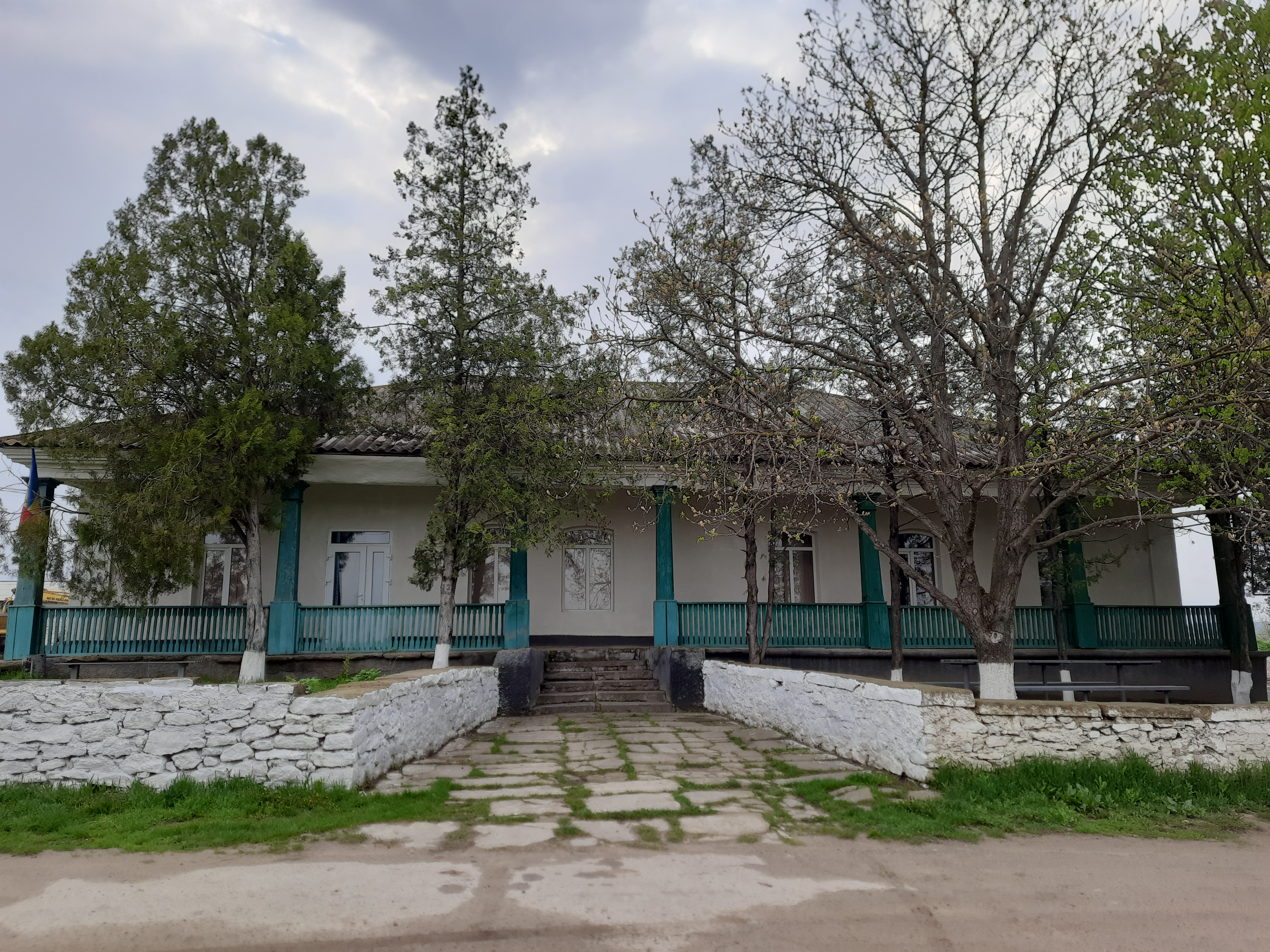
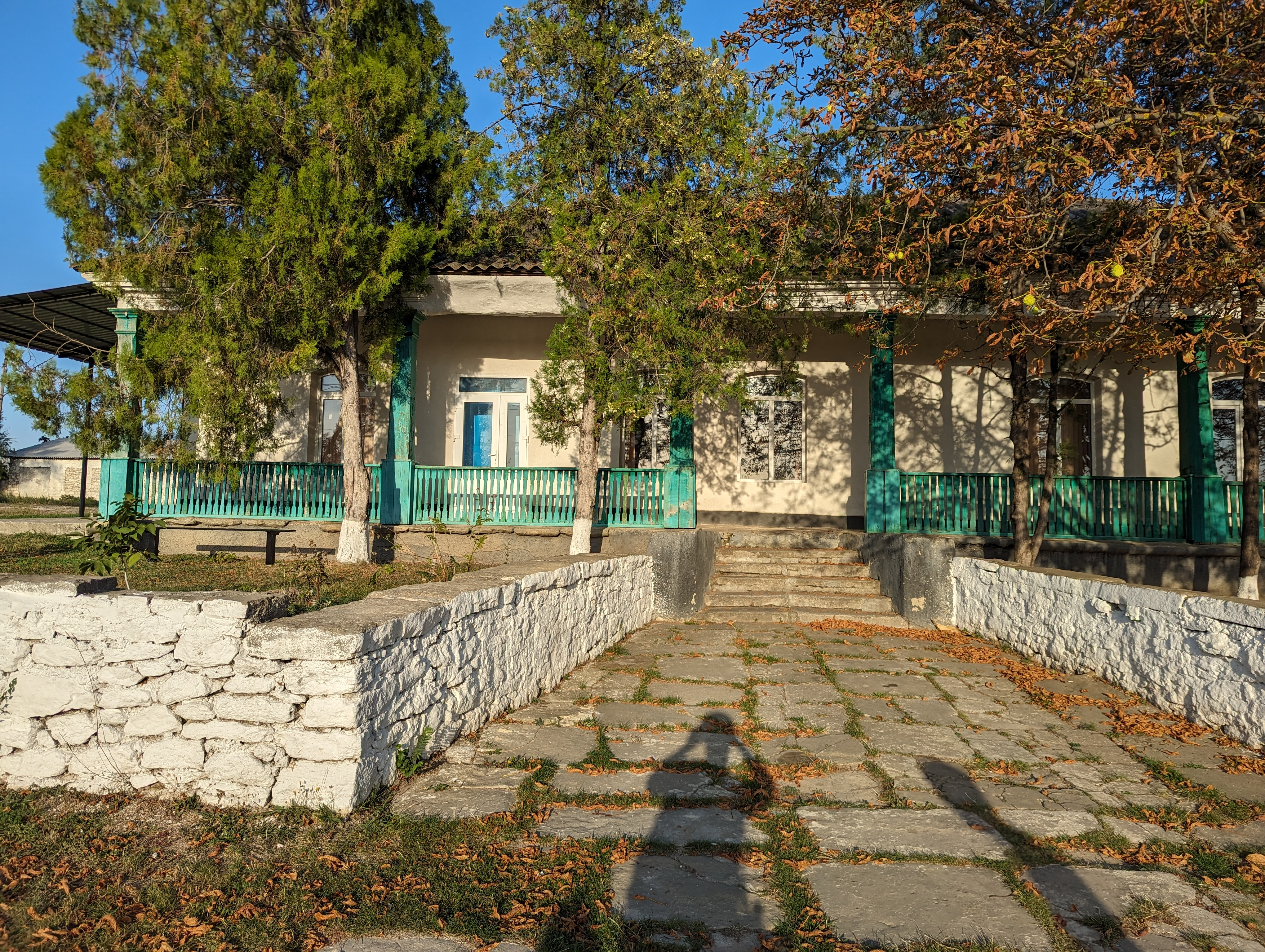
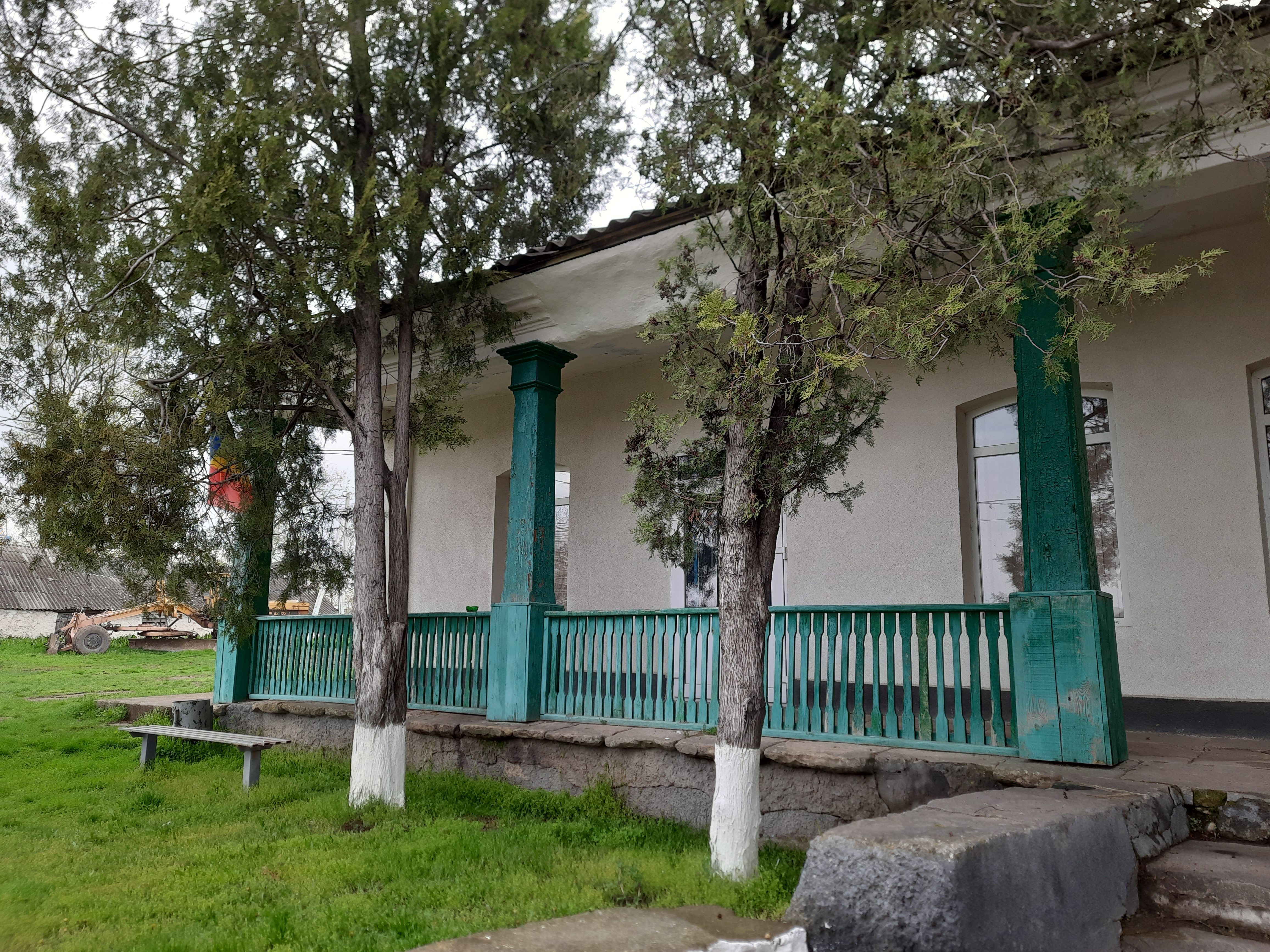
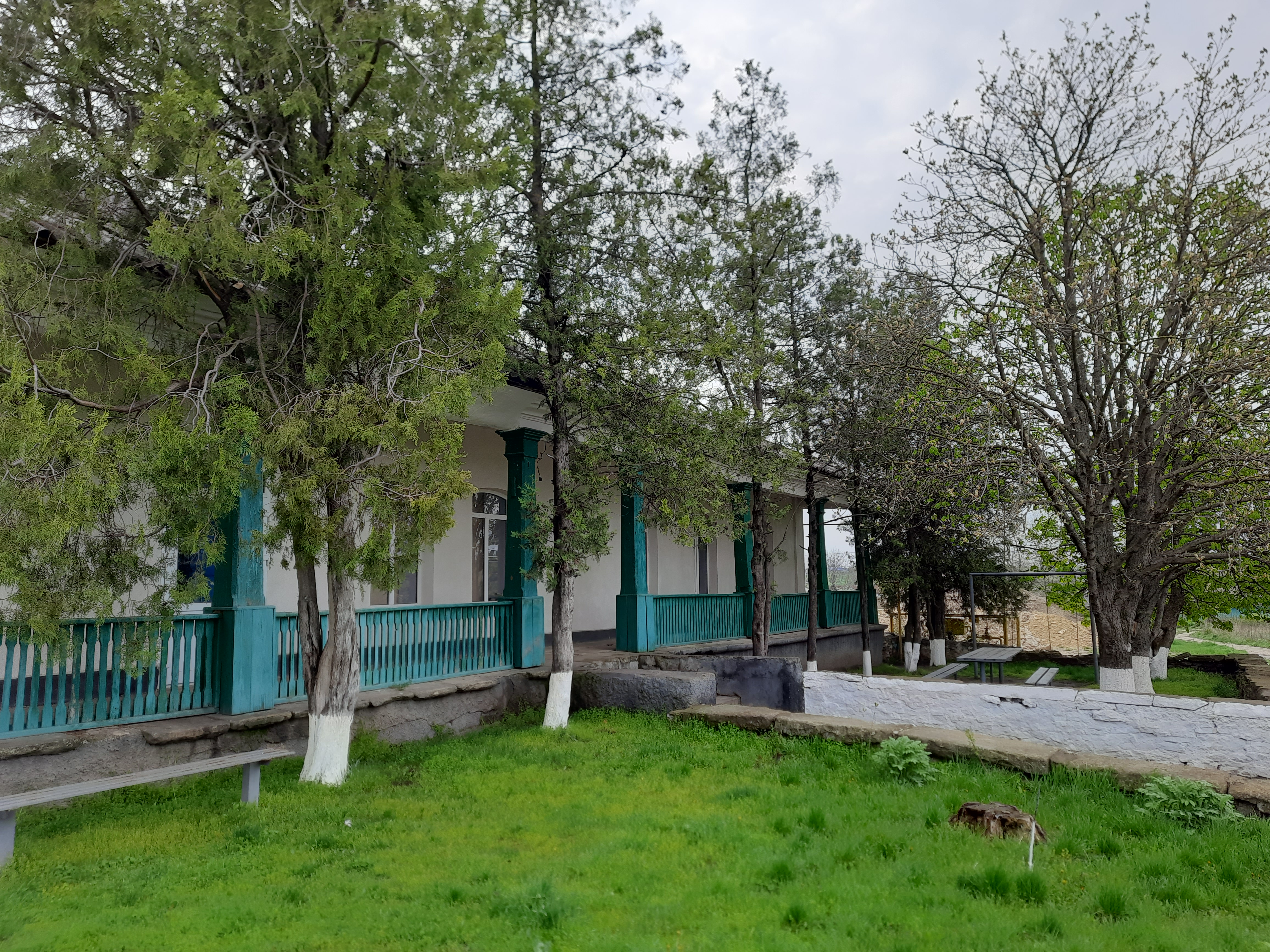
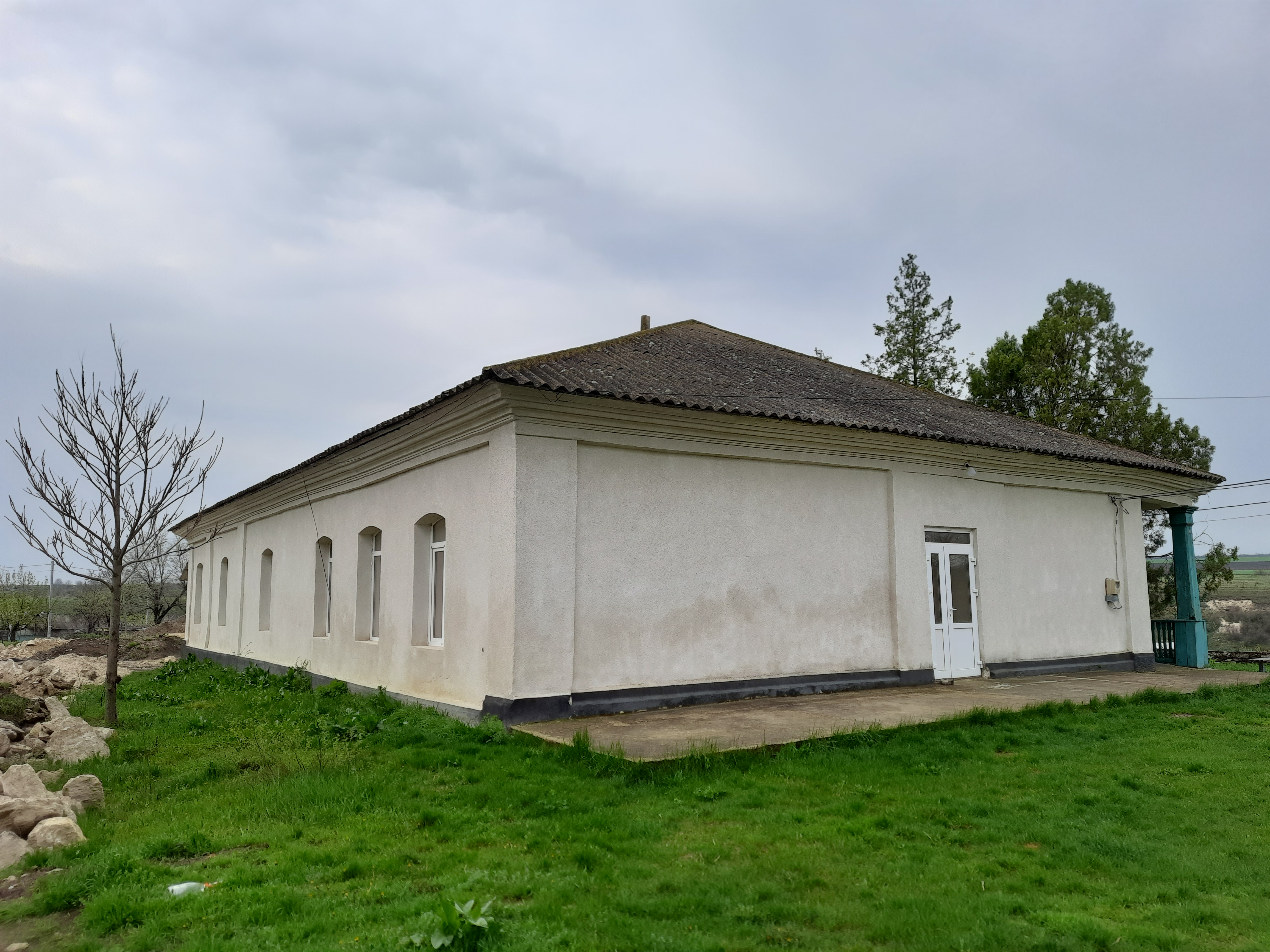

Biserica „Sfântul Spiridon” din localitate, monument ocrotit de stat.
Conacul din Ghindești (a doua jumătate a sec. al XIX-lea).
Alte locuri

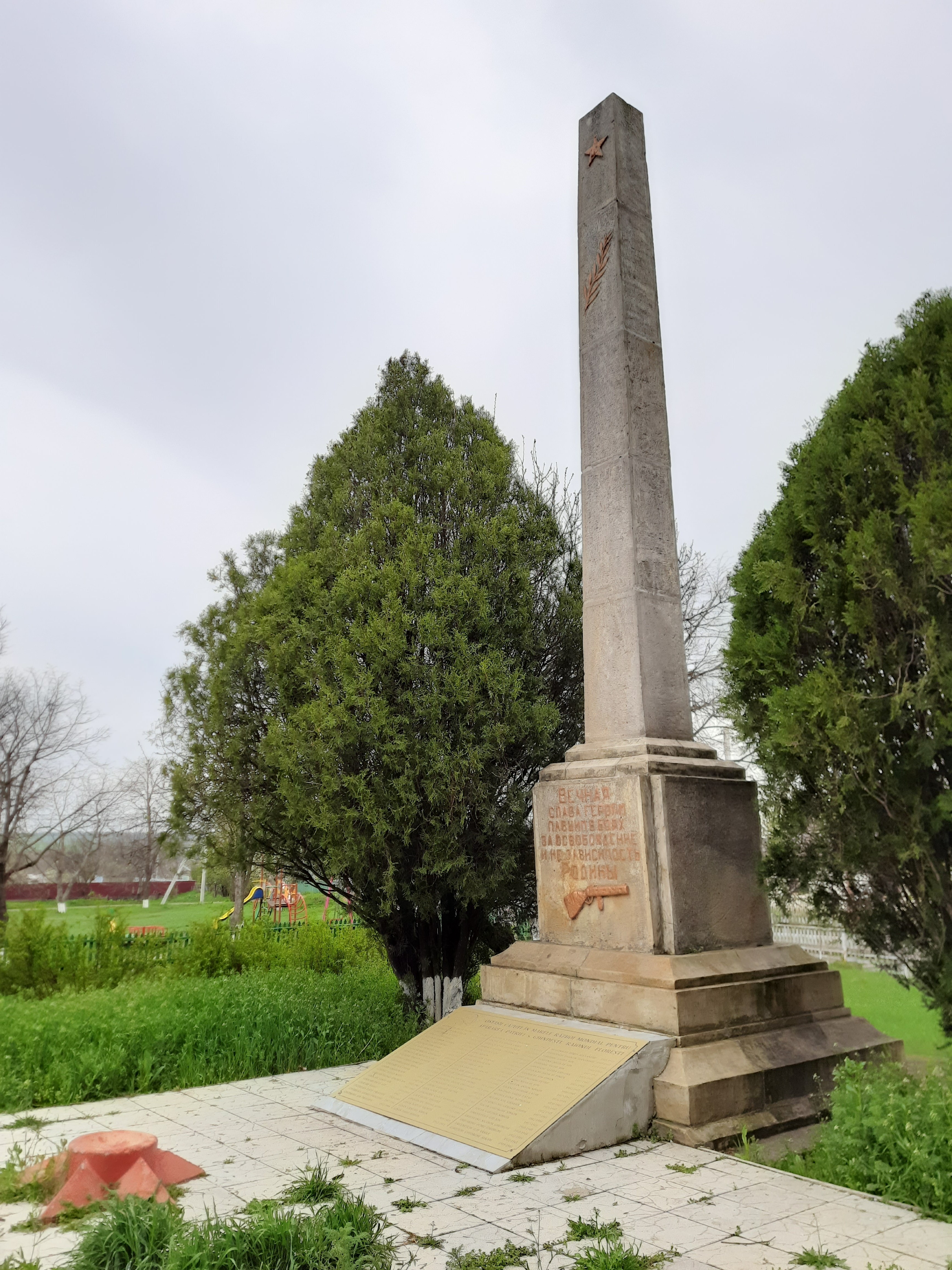
Monument în memoria a 26 consăteni căzuți în Al Doilea Război Mondial.
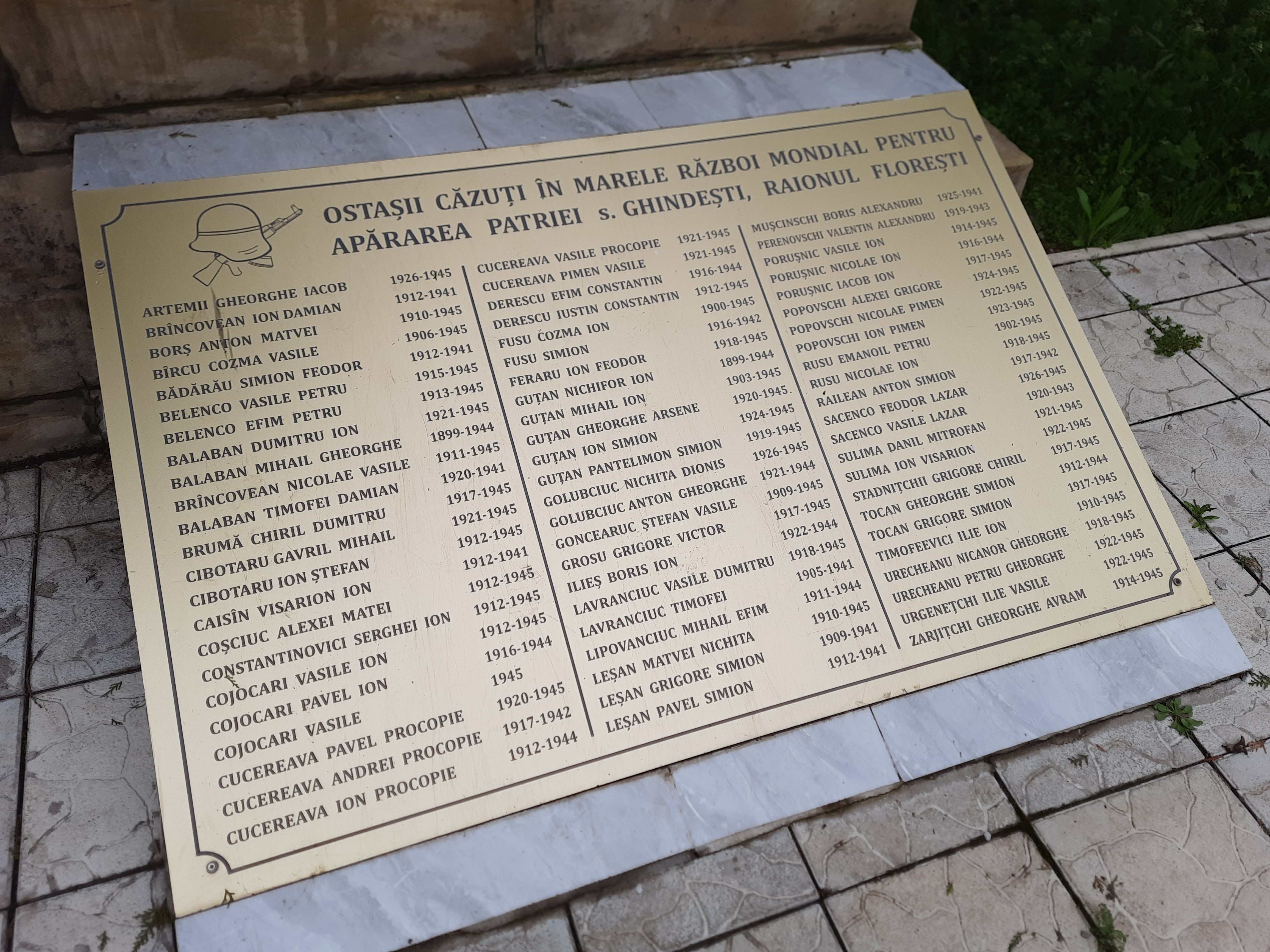
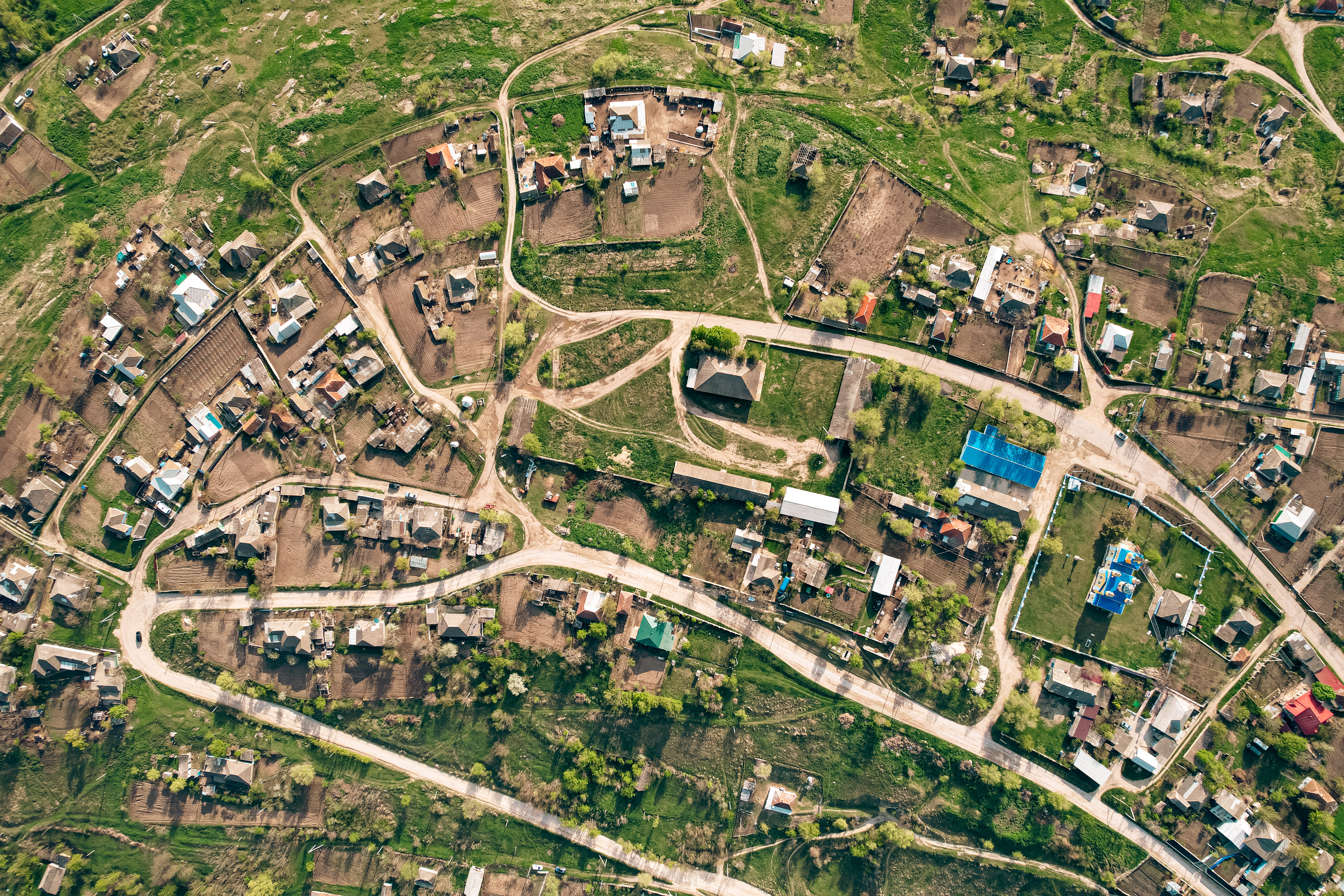
Vedere aeriană
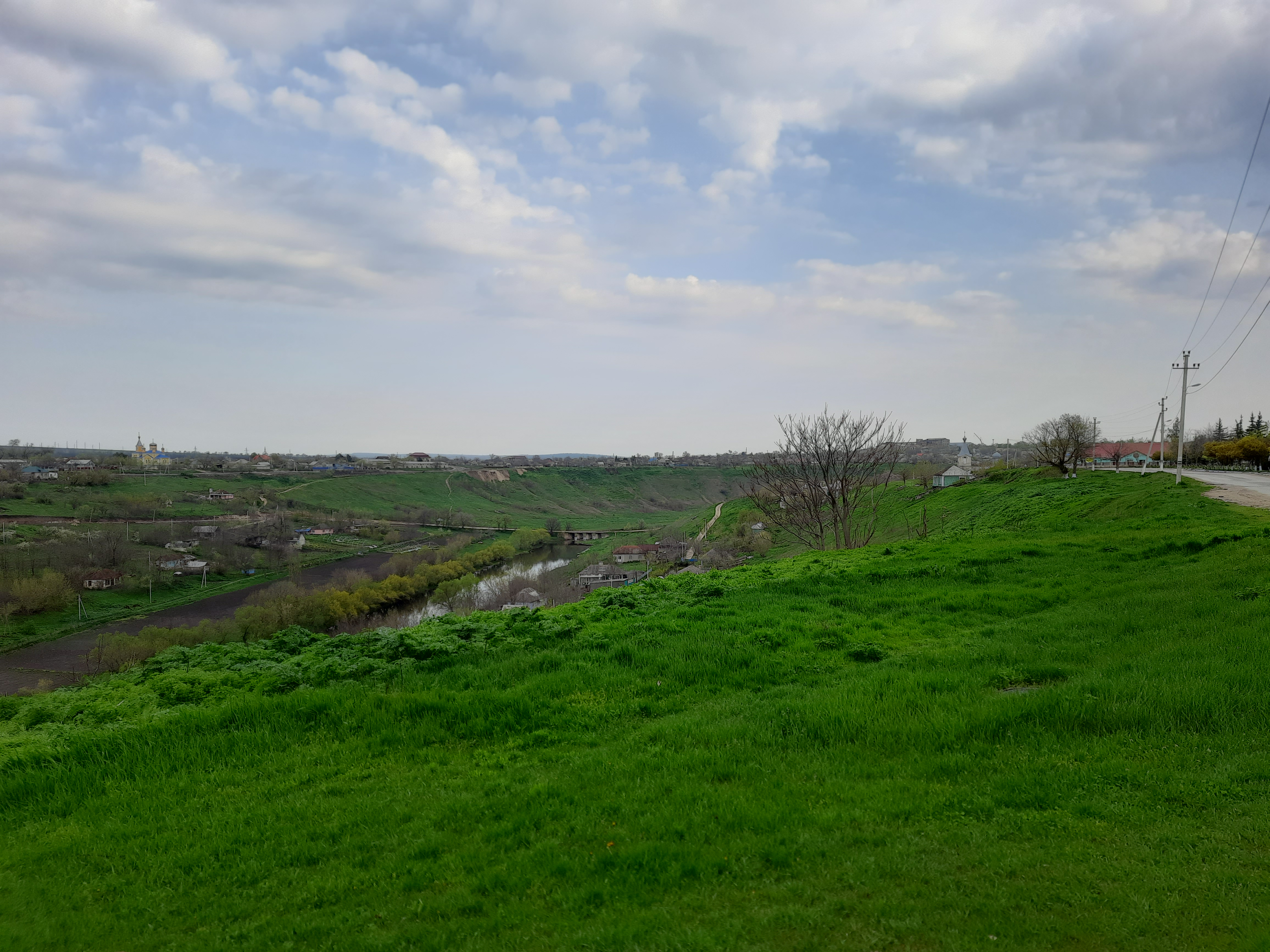
Vedere parțială a Ghindeștilor (în stânga), și a satului Cenușa (dreapta). Răutul desparte cele doua localități.
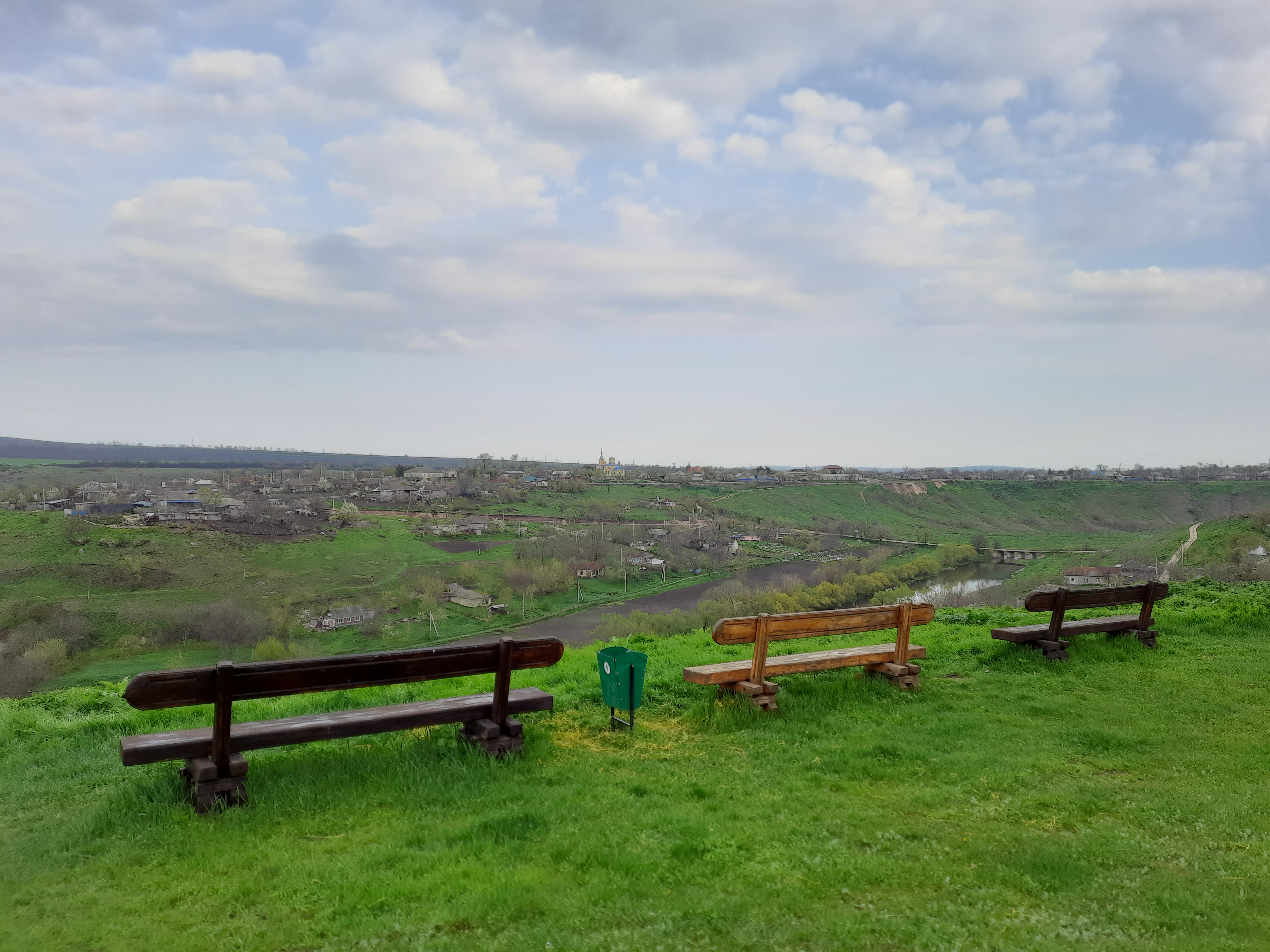
Vedere din Cenușa spre Ghindești.